# Coronidia orithea
Coronidia orithea är en fjärilsart som beskrevs av Pieter Cramer. Coronidia orithea ingår i släktet Coronidia och familjen Sematuridae. Inga underarter finns listade i Catalogue of Life.

## Bildgalleri

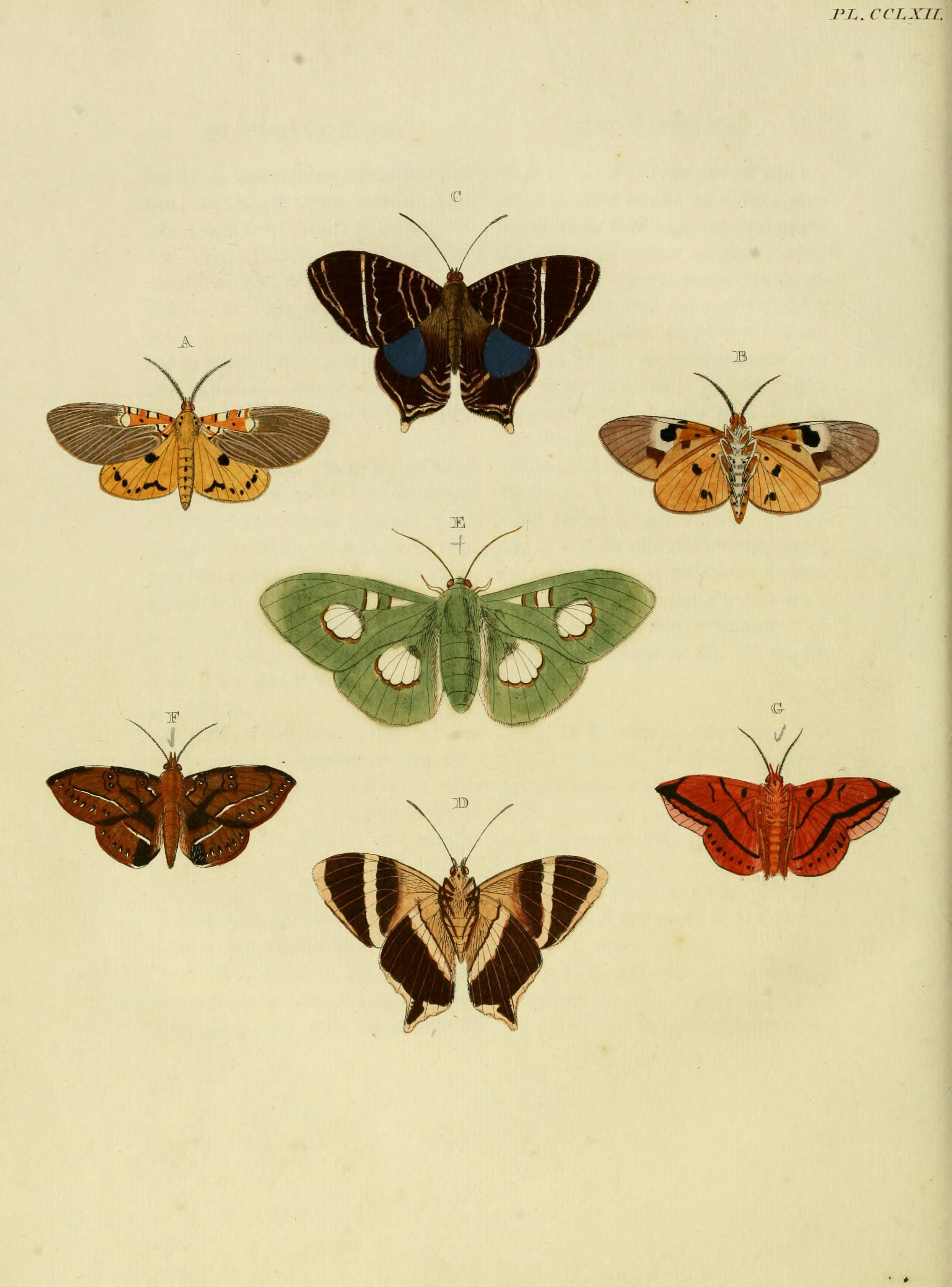